# Lycodes fasciatus
Lycodes fasciatus är en fiskart som först beskrevs av Schmidt, 1904.  Lycodes fasciatus ingår i släktet Lycodes och familjen tånglakefiskar. Inga underarter finns listade i Catalogue of Life.